# Lendenfeld Peak
Der Lendenfeld Peak, früher auch Mount Lendenfeld, ist ein 3194 m hoher Gipfel in den Neuseeländischen Alpen auf der Südinsel Neuseelands.

## Geschichte
Der Gipfel wurde durch Guy Mannering nach dem österreichischen Zoologen und Alpinisten Robert Lendlmayer von Lendenfeld benannt.
Die Erstbesteigung gelang im Frühjahr 1907 den Bergsteigern Alexander Graham und Henry Edward Newton.

## Geographie
Er liegt etwa einen Kilometer nordöstlich des zweithöchsten Berges Neuseelands, des 3497 m hohen Mount Tasman, getrennt durch den Gebirgspass Engineer Col. Im Osten liegt auf der anderen Seite des Marcel Col der 3114 m hohe Mount Haast. Rund herum liegen Schneefelder und Gletscher, die im Nordwesten zum Fox-Gletscher, im Südosten zum Tasman-Gletscher führen.

## Geologie
Das Gestein besteht hauptsächlich aus Varianten des Sedimentgesteins von Sandstein, Schluffstein und Mudstone, etwa 201 bis 253 Millionen Jahre alt.